# Geschwenda
Geschwenda là một đô thị ở huyện Ilm, bang Thüringen, Đức. Đô thị này có diện tích 5,88 km², dân số thời điểm 31 tháng 12 năm 2006 là 2201 người.